# Samodurovka
Samodurovka (in russo Самодуровка?) è un villaggio (selo) della Russia europea, situato nell'Oblast' di Voronež.